# Drapeau de corner triangulaire dans le football anglais

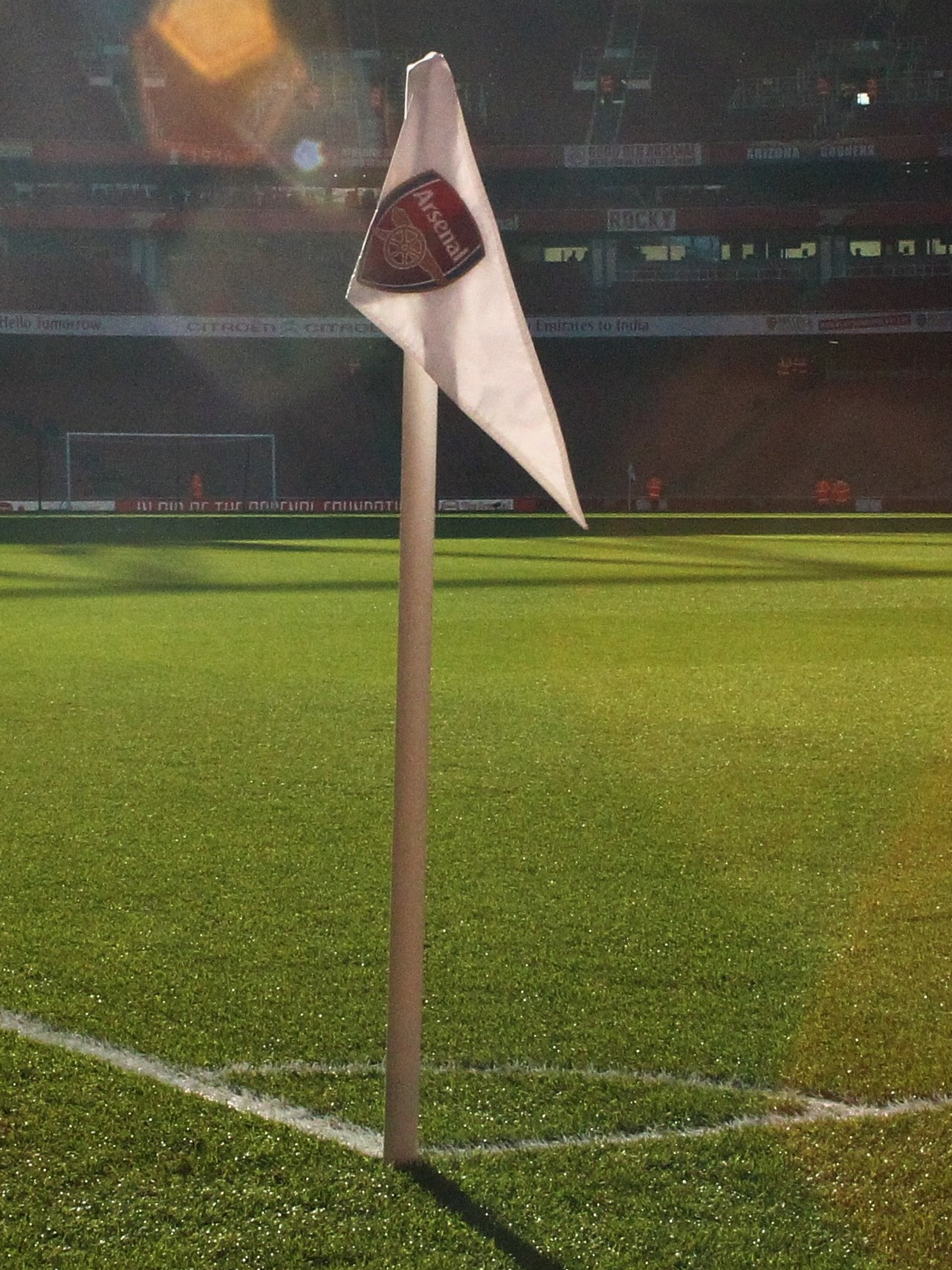
Un drapeau de corner triangulaire à l'Emirates Stadium d'Arsenal.

L'utilisation de drapeaux de corner triangulaires dans le football anglais est une pratique courante basée sur des succès traditionnels. Selon la tradition, seuls les clubs ayant remporté la coupe d'Angleterre ont le droit d'utiliser des drapeaux de corner triangulaires à la place des drapeaux carrés classiques. Cependant, cette tradition n'est pas basée sur le règlement de la Fédération anglaise de football et les clubs sont libres de choisir la forme de leurs drapeaux.

## Histoire
L'origine de cette tradition reste inconnue. Cependant, une explication possible proviendrait du club de Cardiff City, qui a remplacé ses drapeaux par des triangulaires à la suite de sa victoire lors de la finale de la coupe d'Angleterre de 1927 pour commémorer leur victoire mais aussi pour la rappeler à leurs rivaux du derby de Galles du Sud, Swansea City. À partir de là, la tradition est née, les clubs vainqueurs de la coupe d'Angleterre peuvent utiliser des drapeaux de corner triangulaires. Cette théorie a été popularisée par le film Twin Town de 1997. Bien qu'un certain nombre de clubs, comme Arsenal et Aston Villa, utilisent des drapeaux de corner triangulaires, d'autres comme Liverpool ne le font pas. Certains clubs qui n'ont jamais gagné la coupe d'Angleterre utilisent des drapeaux de corner triangulaires, comme l'AFC Wimbledon, même si le club se voit comme le successeur de Wimbledon, qui lui a gagné la coupe.
La tradition n'a aucune valeur légale dans le règlement de la Fédération anglaise de football. En effet, la plupart des clubs n'ont même pas demandé à utiliser des drapeaux triangulaires, la décision étant souvent laissée aux jardiniers du stade. L'ancien arbitre anglais David Elleray, directeur technique de l'IFAB (Conseil international du football association) depuis 2016 a indiqué que les clubs étaient libres de choisir leurs drapeaux de corner. Cependant, des journaux ont affirmé à tort que les drapeaux de corner triangulaires étaient un droit réservé uniquement aux vainqueurs de la coupe d'Angleterre. C'est également une question fréquente dans les quiz organisés dans les pubs, qui affirment à tort que cette tradition est un droit,.